# Tracy-le-Val
Tracy-le-Val è un comune francese di 1 016 abitanti situato nel dipartimento dell'Oise della regione dell'Alta Francia.

## Società

### Evoluzione demografica
Abitanti censiti